# Lalokoploutví
Lalokoploutví (Coelacanthiformes, příp. Coelacanthimorpha) je vzácný řád svaloploutvých ryb, který zahrnuje dva žijící druhy rodu latimérie (Latimeria): latimérie podivná (Latimeria chalumnae) a latimérie celebeská (Latimeria menadoensis).
Lalokoploutví patří do podtřídy či nadřádu střapcoploutví (Actinistia), považovaného za nejstarší vývojovou větev třídy svaloploutvých (v monofyletickém smyslu zahrnujícím svaloploutvé ryby a čtyřnožce). Dle odhadů žily před 410 až 66 miliony let, tedy od starších prvohor až po úplný konec druhohor. Byly považovány za řád živočichů, který vyhynul před přibližně 66 miliony let na konci křídového období. Jak ale dokázal první úlovek z roku 1938, kdy byla na břehu jižní Afriky odchycena první latimérie podivná, jedná se o stále existující řád.
Latimérie podivná byla dlouho označována jako „žijící fosílie“, protože vykazuje určité prastaré morfologické znaky. Několik nových studií poukazují na to, že tvary těl lalokoploutvých ryb by mohly být mnohem rozmanitější, než se původně myslelo.

## Objevení
O lalokoploutvých rybách, které jsou příbuzné dvojdyšných (Dipnoi) a čtyřnohých (Tetrapoda), se myslelo, že vymřely na konci křídového období. Jelikož jsou více příbuzní se čtyřnožci než s paprskoploutvými rybami (Actinopterygii), jsou považovány za přechodné živočichy mezi čtyřnožci a rybami. 23. prosince v roce 1938 byl na východním pobřeží Jižní Afriky chycen první zástupce druhu Latimeria. Kurátorka muzea Marjorie Courtenay-Latimerová objevila latimérii mezi úlovky místního rybáře, Hendricka Goosena. Kurátorka kontaktovala ichtyologa Rhodéské univerzity, Jamese Smitha, který z náčrtů potvrdil významnost úlovku. Od roku 1938 byla latimérie pozorována také ve vodách okolo Komorských ostrovů (v prosinci 1952), Keni, Tanzanie, Mosambiku, Madagaskaru a poblíž jižního pobřeží provincie KwaZulu-Natal v Jihoafrické republice.
Mezi roky 1938 a 1975 bylo chyceno 84 jedinců rodu Latimeria.
Druhý žijící zástupce rodu Latimeria, latimérie celebeská (Latimeria menadoensis) byl chycen v roce 1998 a popsán roku 1999 u města Manado, Severní Sulawesi v Indonésii a je vystaven v Indonéském institutu vědy.

## Charakteristika

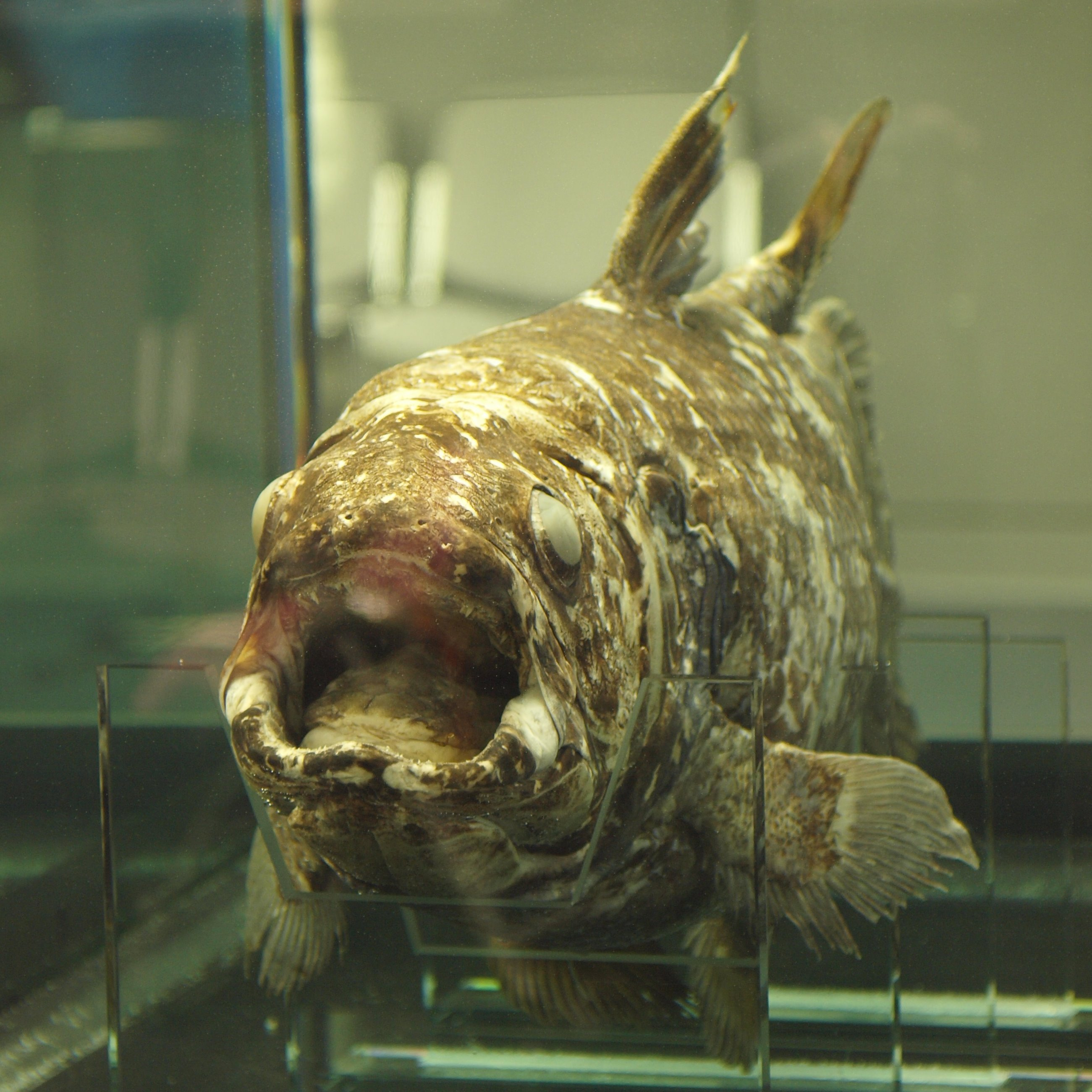
Konzervovaná latimérie celebeská (Latimeria menadoensis) v Tokyo Sea Life Park, Japonsko

Latimérie podivná (Latimeria chalumnae) a latimérie celebeská (Latimeria menadoensis) jsou jediné dva žijící druhy, které jsou nám zatím známy. Zástupci lalokoploutvých jsou velké ryby, které mohou být až 2 metry dlouhé a vážit okolo 90 kilogramů. Předpokládalo se, že mohou žít maximálně kolem 60 let (nebo jen zhruba do 20 let). Podle novějších zjištění z roku 2021 se však latimérie mohou dožívat až kolem 100 let (nejstarší přímo zjištěný věk je 84 let). Jedná se tedy o dlouhověkou skupinu ryb. Současní zástupci lalokoploutvých se dlouho jevili jako mnohem větší než jejich vymřelí příbuzní, v roce 2021 však byly popsány fosilizované zbytky druhu žijícího v období křídy (svrchní maastricht), které naznačují celkovou délku těla mezi 3,5 m a 5,5 m.
Jedná se o dravé noční piscivory. Tělo lalokoploutvých ryb je pokryto voskovitými šupinami. Na těle mají 8 ploutví – 2 hřbetní ploutve, 2 prsní ploutve, 2 břišní ploutve, 1 řitní ploutev a 1 ocasní ploutev. Ocas je téměř osově souměrný a je rozdělen koncovým chomáčkem paprsků, které tvoří lalok. Oči mají poměrné velké, ale ústní otvor je velmi malý. Jejich oči jsou přizpůsobeny k vidění ve velkých hlubinách a absorbují převážně krátkovlnné záření. Dvě nosní dírky spolu se čtyřmi dalšími vnějšími otvory se nachází poblíž laterálních rostrálních kostí. Sluchový příjem u lalokoploutvých zprostředkovává vnitřní ucho, které je velmi podobné vnitřnímu uchu čtyřnožců.

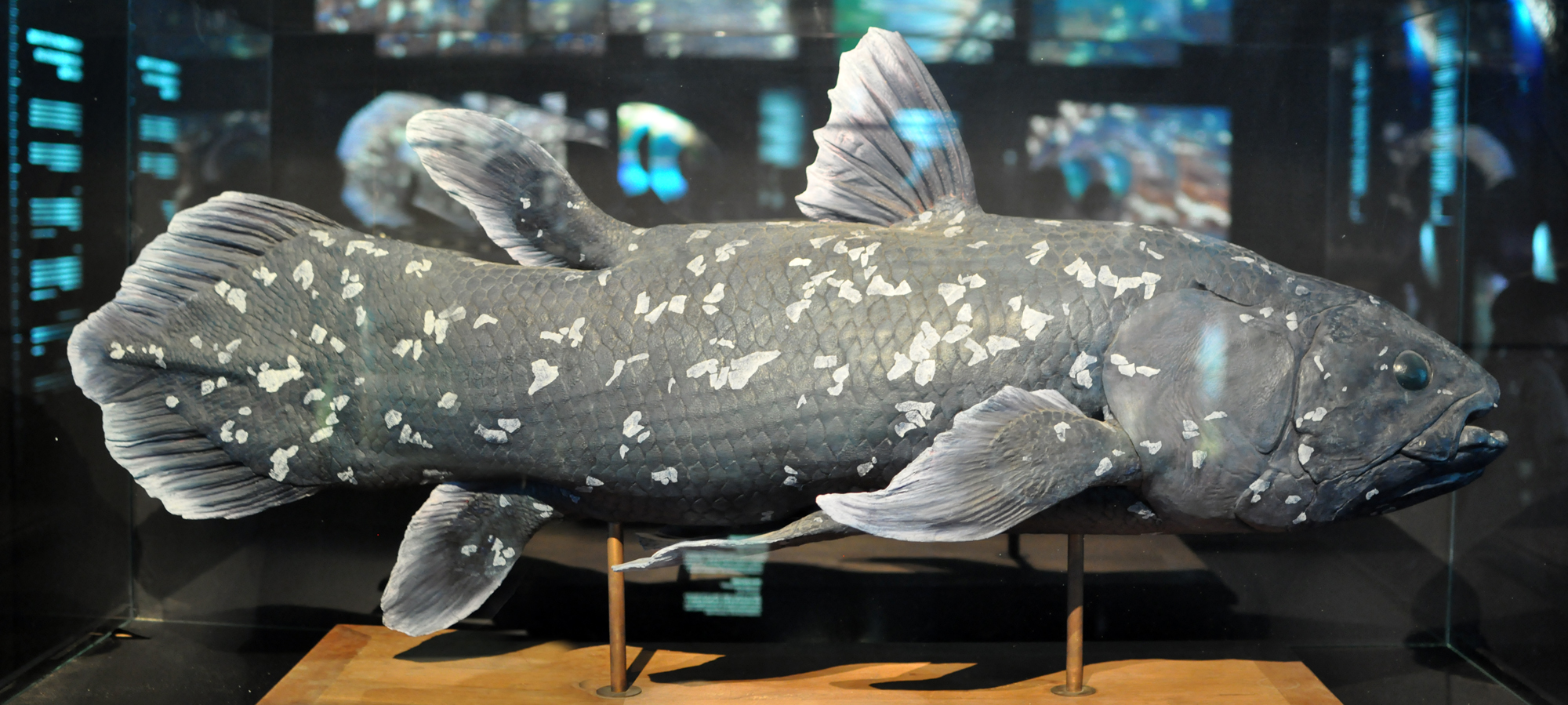
Replika latimérie podivné (Latimeria chalumnae)

Ocasní ploutev má 3 laloky a difycerkní (symetrický) tvar. Voskovité šupiny slouží jako pevná vnější ochrana. U lalokoploutvých ryb je neurokranium rozděleno na dvě části (etmo-sfenoidální a otiko-okcipitální), vzájemně spojené nitrolebním (intrakraniálním) kloubem. Je nutno podotknout, že nitrolební kloub nebyl funkční, a to z důvodu krycích kostí střechy lebeční a jejich švů, které pohyb kloubu neumožňovaly. Až 98,5 % mozkovny je vyplněno tukem; pouze 1,5 % je vyplněno mozkovou tkání. Mimo jiné mají také zachovalý notochord, dutou trubici, která je u většiny ostatních obratlovců nahrazena páteří na počátku embryonálního vývoje. Další odlišností od současných druhů ryb je odlišná stavba srdce, které má komory uspořádány v přímé trubici. Mají také spirakulum, ale je uzavřené a během vývoje se neotevírá. Lalokoploutví jsou také vybaveni rostrálním orgánem poblíž čichové kosti, které má funkci podobnou elektroreceptorům. Významná je také přítomnost orgánu naplněného tukem, který má funkci plynového měchýře. Velikost tohoto orgánu má podle vědců pravděpodobně vliv na netypické umístění ledviny. Původně dvě ledviny, které se vývojem spojily v jedinou, se nachází v břišní dutině za kloakou.

### DNA
V roce 2013 skupina vědců publikovala sekvenci genomu latimérie podivné (Latimeria chalumnae) do časopisu Nature. DNA genom byl sekvenován pomocí technologie Illumina sequencing. Díky určitým znakům lalokoploutvých ryb existovala hypotéza, že se jedná o nejbližšího společného předka vodních a suchozemských obratlovců. Po určení sekvence genomu se ale zjistilo, že tímto společným předkem není rod latimérie (Latimeria), ale zástupci podtřídy dvojdyšní (Dipnoi).
Dalším významným zjištěním bylo také to, že se lalokoploutví stále vyvíjejí (ačkoliv velice pomalu). Jedním z důvodu pomalé evoluce je nedostatek selekčních tlaků, které by na lalokoploutvé působily. V hlubokých vodách se nevyskytují žádní přirození nepřátelé a podmínky jsou zde neměnné. Kvůli absenci těchto jevů se vyvíjejí pomaleji v porovnání s jinými organismy.